# Rubicundinae
Rubicundinae – monotypowa podrodzina bezżuchwowców z rodziny śluzicowatych (Myxinidae), wydzielona z podrodziny Eptatretinae.

## Etymologia
Rubicundus: łac. rubicundus „czerwony”, od rubere „być czerwonym”, od ruber „czerwony”.

## Podział systematyczny
Do podrodziny należy jeden rodzaj Rubicundus z następującymi gatunkami:
- Rubicundus eos (Fernholm, 1991)
- Rubicundus lakeside (Mincarone & McCosker, 2004)
- Rubicundus lopheliae (Fernholm & Quattrini, 2008)
- Rubicundus rubicundus (Kuo, Lee & Mok, 2010)